# Villaines-la-Gonais
 Villaines-la-Gonais  es una población y comuna francesa, situada en la región de Países del Loira, departamento de Sarthe, en el distrito de Mamers y cantón de La Ferté-Bernard.

## Demografía
| 316 | 294 | 424 | 411 | 425 | 433 |
| Para los censos de 1962 a 1999 la población legal corresponde a la población sin duplicidades (Fuente: INSEE [Consultar]) |     |     |     |     |     |